# Lai Caiqin
Lai Caiqin (chinesisch 赖彩勤, * 5. Dezember 1966) ist eine ehemalige chinesische Badmintonspielerin.

## Karriere
Lai Caiqin machte international insbesondere um das Jahr 1990 herum auf sich aufmerksam. Mit Yao Fen gewann sie 1990 Bronze bei den Asienspielen im Damendoppel. Im gleichen Jahr siegten beide bei den Thailand Open und den Japan Open. Als Höhepunkt ihrer Karrieren verzeichnen beide den Gewinn des Weltcups im gleichen Jahr. Bei der Weltmeisterschaft 1989 stand die Paarung im Achtelfinale, 1991 im Viertelfinale.

## Sportliche Erfolge
| Saison | Veranstaltung     | Disziplin   | Platz | Name                 |
| ------ | ----------------- | ----------- | ----- | -------------------- |
| 1989   | Weltmeisterschaft | Damendoppel | 9     | Yao Fen / Lai Caiqin |
| 1990   | Thailand Open     | Damendoppel | 1     | Yao Fen / Lai Caiqin |
| 1990   | Japan Open        | Damendoppel | 1     | Yao Fen / Lai Caiqin |
| 1990   | Weltcup           | Damendoppel | 1     | Yao Fen / Lai Caiqin |
| 1990   | Asienspiele       | Damendoppel | 3     | Lai Caiqin / Yao Fen |
| 1991   | Weltmeisterschaft | Damendoppel | 5     | Yao Fen / Lai Caiqin |